# محسن ترکاشوند
محسن ترکاشوند (زادهٔ ۱۳۴۱ در تویسرکان) نمایندهٔ حوزهٔ انتخابیهٔ تویسرکان در دورهٔ ششم مجلس شورای اسلامی بوده‌است.